# 100 лучших фильмов в истории украинского кино
100 лучших фильмов в истории украинского кино — рейтинг ста лучших фильмов, снятых за всю историю украинского кинематографа, составленный кинокритиками в 2021 году по инициативе Национального центра Александра Довженко. В список вошли как художественные, так и документальные и анимационные фильмы; самый ранний из них вышел в 1926 году, последний по времени — в 2020 году.
Для определения рейтинга был проведён опрос критиков из Союза кинокритиков Украины, а также независимых экспертов, которые составили свои списки из 10 лучших украинских фильмов. Эти индивидуальные списки учитывали при составлении общего рейтинга. Презентация списка состоялась на 10-м фестивале «Книжный Арсенал» в Киеве 24 июня 2021 года.
Больше всего фильмов в рейтинге у режиссёра Киры Муратовой (8 фильмов), за ней идут Александр Довженко, Юрий Ильенко и Сергей Лозница (по 4 фильма).

## Список
| Место  | Название                                | Год       | Режиссёр                         | Язык                                  |
| ------ | --------------------------------------- | --------- | -------------------------------- | ------------------------------------- |
| 1      | «Тени забытых предков»                  | 1964      | Сергей Параджанов                | украинский                            |
| 2      | «Земля»                                 | 1930      | Александр Довженко               | немой                                 |
| 3      | «Человек с киноаппаратом»               | 1930      | Дзига Вертов                     | немой                                 |
| 4      | «Племя»                                 | 2014      | Мирослав Слабошпицкий            | немой                                 |
| 5      | «Каменный крест»                        | 1968      | Леонид Осыка                     | украинский                            |
| 6      | «Астенический синдром»                  | 1989      | Кира Муратова                    | русский                               |
| 7      | «Полёты во сне и наяву»                 | 1982      | Роман Балаян                     | русский                               |
| 8      | «Белая птица с чёрной отметиной»        | 1970      | Юрий Ильенко                     | украинский                            |
| 9      | «Долгие проводы»                        | 1971      | Кира Муратова                    | русский                               |
| 10     | «Вавилон XX»                            | 1979      | Иван Миколайчук                  | украинский                            |
| 11     | «Атлантида»                             | 2019      | Валентин Васянович               | украинский                            |
| 12     | «Пропавшая грамота»                     | 1972      | Борис Ивченко                    | украинский                            |
| 13     | «Короткие встречи»                      | 1967      | Кира Муратова                    | русский                               |
| 14     | «Донбасс»                               | 2018      | Сергей Лозница                   | русский                               |
| 15     | «Весной»                                | 1929      | Михаил Кауфман                   | немой                                 |
| 16     | «В бой идут одни «старики»»             | 1973      | Леонид Быков                     | русский                               |
| 17     | «За двумя зайцами»                      | 1961      | Виктор Иванов                    | украинский, суржик, русский           |
| 18     | «Приключения капитана Врунгеля»         | 1976-1979 | Давид Черкасский                 | русский                               |
| 19     | «Звенигора»                             | 1927      | Александр Довженко               | немой                                 |
| 20     | «Мои мысли тихие»                       | 2019      | Антонио Лукич                    | украинский                            |
| 21     | «Родник для жаждущих»                   | 1965      | Юрий Ильенко                     | украинский                            |
| 22     | «Счастье моё»                           | 2010      | Сергей Лозница                   | русский                               |
| 23.    | «Varta1, Львів, Україна»                | 2015      | Юрий Грицына                     | украинский                            |
| 24     | «Совесть»                               | 1968      | Владимир Денисенко               | украинский                            |
| 25     | «Хлеб»                                  | 1929      | Николай Шпиковский               | немой                                 |
| 26     | «Строгий юноша»                         | 1935      | Абрам Роом                       | русский                               |
| 27     | «Арсенал»                               | 1929      | Александр Довженко               | немой                                 |
| 28     | «Энтузиазм: Симфония Донбасса»          | 1930      | Дзига Вертов                     | русский                               |
| 29     | «Радуга»                                | 1943      | Марк Донской                     | русский, украинский, грузинский       |
| 30     | «Прометей»                              | 1935      | Иван Кавалеридзе                 | русский                               |
| 31     | «Шкурник»                               | 1929      | Николай Шпиковский               | немой                                 |
| 32     | «Я и другие»                            | 1971      | Феликс Соболев                   | русский                               |
| 33     | «Вечер накануне Ивана Купала»           | 1968      | Юрий Ильенко                     | украинский                            |
| 34     | «Земля голубая, будто апельсин»         | 2020      | Ирина Цилык                      | русский                               |
| 35     | «Майдан»                                | 2014      | Сергей Лозница                   | украинский                            |
| 36     | «Молитва о гетмане Мазепе»              | 2001      | Юрий Ильенко                     | украинский                            |
| 37-38  | «Сумерки»                               | 2014      | Валентин Васянович               | украинский                            |
| 37-38  | «Вулкан»                                | 2018      | Роман Бондарчук                  | украинский                            |
| 39     | «Энеида»                                | 1991      | Владимир Дахно                   | украинский                            |
| 40     | «Назови своё имя по буквам»             | 2006      | Сергей Буковский                 | украинский                            |
| 41     | «Я люблю»                               | 1936      | Леонид Луков                     | русский                               |
| 42     | «Военно-полевой роман»                  | 1983      | Пётр Тодоровский                 | русский                               |
| 43     | «Бумбараш»                              | 1971      | Николай Рашеев, Абрам Народицкий | русский                               |
| 44     | «Жива ватра»                            | 2014      | Остап Костюк                     | украинский                            |
| 45     | «Весна на Заречной улице»               | 1956      | Марлен Хуциев, Феликс Миронер    | русский                               |
| 46-48  | «Первый этаж»                           | 1990      | Игорь Минаев                     | русский                               |
| 46-48  | «Колиивщина»                            | 1933      | Иван Кавалеридзе                 | украинский                            |
| 46-48  | «Два дня»                               | 1927      | Георгий Стабовой                 | русский (титры)                       |
| 49-50  | «Чернобыль. Хроника трудных недель»     | 1986      | Владимир Шевченко                | русский                               |
| 49-50  | «Остров сокровищ»                       | 1986-1988 | Давид Черкасский                 | русский                               |
| 51     | «Чувствительный милиционер»             | 1992      | Кира Муратова                    | русский                               |
| 52     | «Шёл трамвай девятый номер»             | 2002      | Степан Коваль                    | украинский                            |
| 53     | «Входящая в море»                       | 1965      | Леонид Осыка                     | немой                                 |
| 54-55  | «Шамара»                                | 1994      | Наталья Андрейченко              | русский                               |
| 54-55  | «Такая поздняя, такая тёплая осень»     | 1981      | Иван Миколайчук                  | украинский                            |
| 56     | «Украинские шерифы»                     | 2015      | Роман Бондарчук                  | русский, украинский                   |
| 57     | «Семь шагов за горизонт»                | 1968      | Феликс Соболев                   | русский                               |
| 58     | «Ордер на арест»                        | 1926      | Георгий Тасин                    | немой                                 |
| 59-60  | «Дорогой ценой»                         | 1957      | Марк Донской                     | русский                               |
| 59-60  | «Домой»                                 | 2019      | Нариман Алиев                    | крымскотатарский, украинский, русский |
| 61     | «Королева бензоколонки»                 | 1962      | Алексей Мишурин, Николай Литус   | русский                               |
| 62     | «Поцелуй»                               | 1983      | Роман Балаян                     | русский                               |
| 63     | «Три истории»                           | 1997      | Кира Муратова                    | русский                               |
| 64     | «Толкование сновидений»                 | 1990      | Андрей Загданский                | русский                               |
| 65-67  | «Приятель покойника»                    | 1997      | Вячеслав Криштофович             | русский                               |
| 65-67  | «Скуки ради»                            | 1967      | Артур Войтецкий                  | русский                               |
| 65-67  | «Распад»                                | 1990      | Михаил Беликов                   | русский                               |
| 68-70  | «Пегий пёс, бегущий краем моря»         | 1990      | Карен Геворкян                   | русский                               |
| 68-70  | «Путники»                               | 2005      | Игорь Стрембицкий                | русский, суржик                       |
| 68-70  | «Кислородный голод»                     | 1991      | Андрей Дончик                    | русский                               |
| 71     | «Наш честный хлеб»                      | 1964      | Кира Муратова, Александр Муратов | русский                               |
| 72     | «До свидания, синефилы»                 | 2014      | Станислав Битюцкий               | украинский                            |
| 73     | «Сергей Параджанов. Посещение»          | 1994      | Анатолий Сырых                   | русский                               |
| 74     | «Ночной извозчик»                       | 1927      | Георгий Тасин                    | немой                                 |
| 75-80  | «Мамай»                                 | 2003      | Олесь Санин                      | украинский                            |
| 75-80  | «Засыплет снег дороги…»                 | 2004      | Евгений Сивоконь                 | немой                                 |
| 75-80  | «Бирюк»                                 | 1977      | Роман Балаян                     | русский                               |
| 75-80  | «Без явных признаков»                   | 2017      | Алина Горлова                    | русский                               |
| 75-80  | «Поёт Ивано-Франковсктеплокоммунэнерго» | 2019      | Надежда Парфан                   | украинский                            |
| 75-80  | «Настройщик»                            | 2004      | Кира Муратова                    | русский                               |
| 81     | «Июльские грозы»                        | 1989-1991 | Анатолий Карась, Виктор Шкурин   | русский                               |
| 82     | «Киборги»                               | 2017      | Ахтем Сеитаблаев                 | русский, украинский                   |
| 83     | «Гамер»                                 | 2011      | Олег Сенцов                      | русский                               |
| 84-85  | «Как казаки…»                           | 1967-1995 | Владимир Дахно                   | русский                               |
| 84-85  | «Папа — мамин брат»                     | 2017      | Вадим Ильков                     | русский                               |
| 86     | «Припутни»                              | 2017      | Аркадий Непиталюк                | суржик, украинский                    |
| 87     | «Цветение одуванчика»                   | 1992      | Александр Игнатуша               | русский, украинский                   |
| 88-89  | «Эффект присутствия»                    | 2004      | Леонид Павловский                | русский                               |
| 88-89  | «В. Сильвестров»                        | 2019      | Сергей Буковский                 | украинский                            |
| 90-94  | «Объяснение в любви»                    | 1966      | Роллан Сергиенко                 | русский                               |
| 90-94  | «Небывалый поход»                       | 1931      | Михаил Кауфман                   | немой                                 |
| 90-94  | «Письмо в Америку»                      | 1999      | Кира Муратова                    | русский                               |
| 90-94  | «Сквозь слёзы»                          | 1928      | Григорий Гричер-Чериковер        | идиш                                  |
| 90-94  | «Изгой»                                 | 1990      | Владимир Савельев                | идиш, украинский                      |
| 95-100 | «Сон»                                   | 1964      | Владимир Денисенко               | украинский                            |
| 95-100 | «Сильнее, чем оружие»                   | 2017      | Группа Babylon'13                | русский                               |
| 95-100 | «Уровень чёрного»                       | 2017      | Валентин Васянович               | немой                                 |
| 95-100 | «Кроткая»                               | 2017      | Сергей Лозница                   | русский                               |
| 95-100 | «Биосфера! Время осознания»             | 1974      | Феликс Соболев                   | русский                               |
| 95-100 | «Аэроград»                              | 1935      | Александр Довженко               | русский                               |